# Nerocila monodi
Nerocila monodi es una especie de crustáceo isópodo marino del género Nerocila, familia Cymothoidae. Fue descrita científicamente por Hale en 1940.

## Distribución
Esta especie se encuentra en Australia y la parte central del Indo-Pacífico.